# Lilyjets
Die Lilyjets sind eine norwegische Girlgroup, die ihre erste Single Going Blind auf Anhieb auf Platz 1 der norwegischen Hitparade platzieren konnte. Das Lied machte sie in ganz Skandinavien zu „Shootingstars“; im Mai 2006 stieg es auch in die deutschen Charts ein.

## Geschichte
Mitglieder der Lilyjets sind die drei Osloerinnen Lisbeth Marie Mjaugo (* 1983), Kine Lee Aksnes (* 1984) und Tinki Tønseth Troye (* 1984). Mjaugo und Aksnes lernten sich schon in der Schule kennen. 2001 stieß Troye zu ihnen. Die Lilyjets schreiben ihre Musik selbst. Auf ihrem Debütalbum komponierten und texteten sie bis auf eines alle Lieder. Ein Teil der Aufnahmen datiert dabei angeblich bereits aus der Zeit, als die drei erst 15 waren. Ihr Stil ist Pop/Rock, wobei sie als Haupteinflüsse Aerosmith, Alanis Morissette, Tracy Chapman und Hanson angeben.
Bei den NRJ Awards gewannen sie im Januar 2006 in Helsinki den Preis für den „Best Nordic Hit“; bei den Nordic Awards 2005 in Dänemark waren sie ebenfalls in dieser Kategorie nominiert.
Im Jahr 2006 waren sie mit dem Radiosender Jump in Mitteldeutschland auf Tour.

## Diskografie

### Alben
- 2006: 3rd Floor

### Singles
- 2005: Going Blind (D:79)
- 2006: Crave (Skandinavien)
- 2006: Don't Let It Go to Your Head (Norwegen)
- 2006: Perfect Picture (It Would Be Better)
- 2007: Hit by a Girl